# Il Giardino Armonico

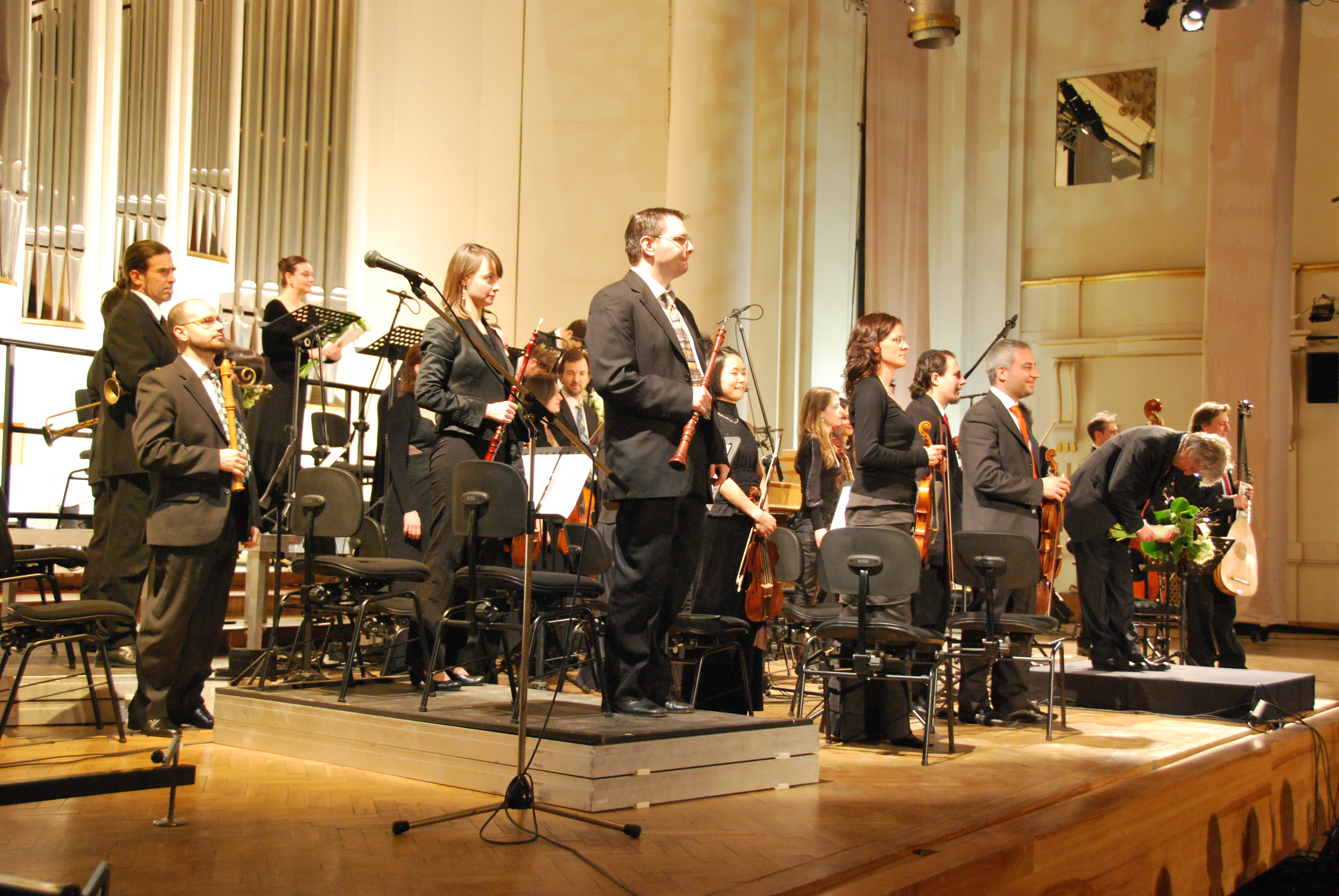
Il Giardino Armonico in der Krakauer Philharmonie im Rahmen des Musikfestivals Misteria Paschalia, 4. April 2010

Il Giardino Armonico („Der harmonische Garten“) ist ein Kammerorchester und Ensemble der historischen Aufführungspraxis.

## Beschreibung
Das Ensemble wurde 1985 von Absolventen verschiedener europäischer Musikhochschulen in Mailand gegründet. Das Repertoire umfasst hauptsächlich Musik des 17. und 18. Jahrhunderts (Barockmusik) und wird auf historischen Instrumenten gespielt. Je nach Erfordernis umfasst das Orchester zwischen 3 und 30 Musiker. Die Leitung hat der selbst auch als Blockflötensolist mitwirkende Giovanni Antonini seit 1985 inne. Von 1987 bis 2010 war der Barockgeiger Enrico Onofri 1. Konzertmeister und Violinsolist des Ensembles.
Il Giardino Armonico musizierte mit bekannten Künstlern wie Cecilia Bartoli, Lorenzo Ghielmi, Katia und Marielle Labèque, Magdalena Kožená, Viktoria Mullova Christophe Coin und Herbert Walser. Insbesondere für Einspielungen von Werken Antonio Vivaldis erhielt das Ensemble bereits mehrere bedeutende Preise. Es war an dem Album Cecilia Bartoli – The Vivaldi-Album beteiligt, das der Mezzosopranistin 2000 zu einem Grammy Award verhalf.
Im Jahr 2015 wurde das Ensemble mit dem ECHO Klassik in der Kategorie Sinfonische Einspielung und zwei Jahre später für die Konzerteinspielung des Jahres ausgezeichnet.
2020 erschien unter dem Titel What’s Next Vivaldi? eine Einspielung mit der Solistin Patricia Kopatchinskaja, die Werke von Vivaldi und Komponisten der Gegenwart interpretiert.